# Waterschap 's Lands van Megen
Waterschap 's Lands van Megen is een voormalig waterschap in de Nederlandse provincie Noord-Brabant. Het waterschap is in 1496 opgericht. Het besloeg een gebied tussen de plaatsen Megen, Haren en Teeffelen van 1456 bunder, 81 roeden en 73 ellen. Het waterschap beheerde naast de polder 8281 ellen van de Maasdijk. 
De waterschap 's Lands van Megen waterde samen met andere waterschappen af op de Maas via de Teeffelense sluis. In 1958 werd het waterschap opgeheven. Het gebied wordt tegenwoordig beheerd door het waterschap Aa en Maas.